# Dylatometr

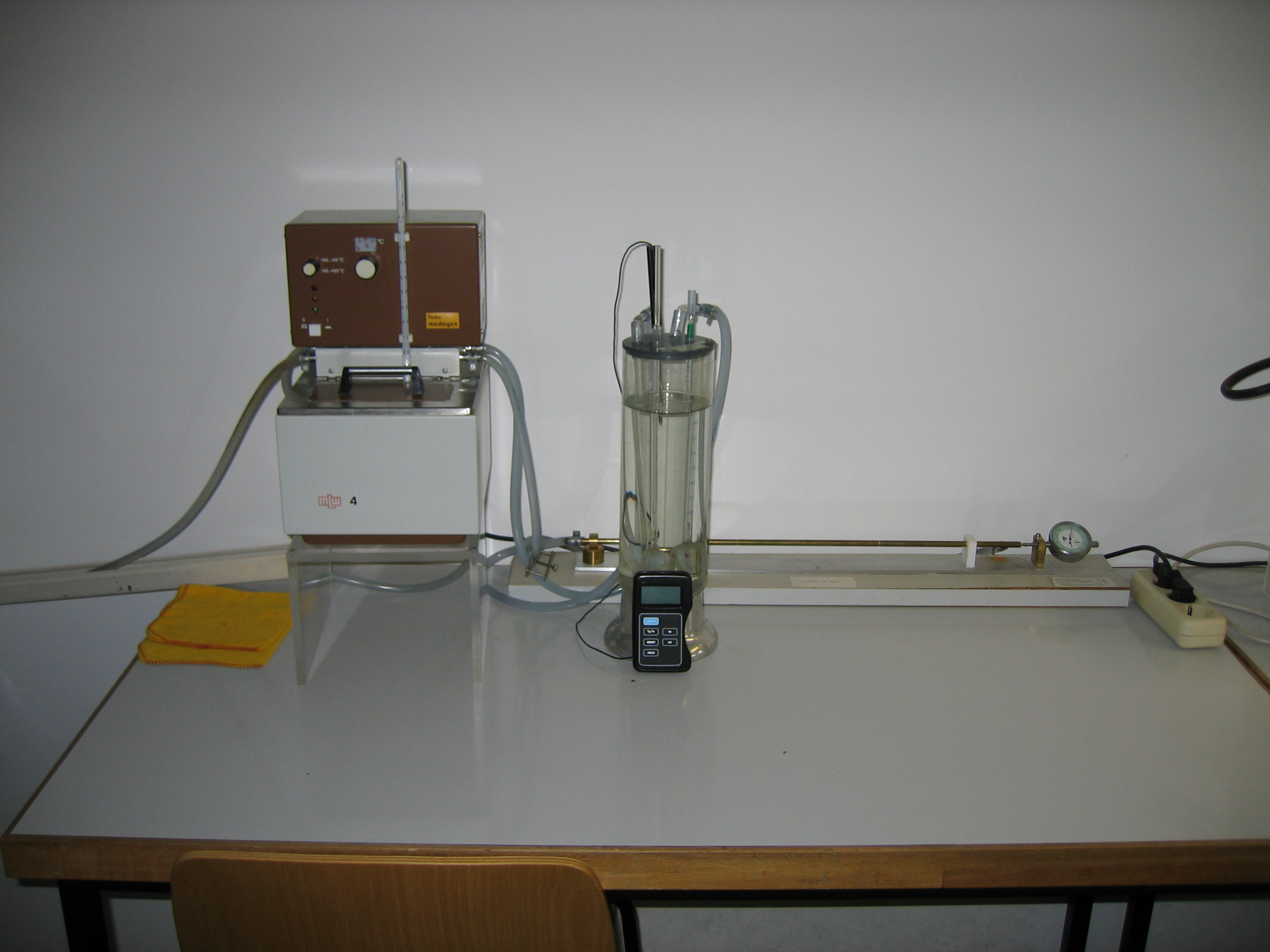
Konstrukcja prostego dylatometru

Dylatometr – przyrząd służący do pomiaru liniowej rozszerzalności cieplnej ciał stałych.